# Maruschka Detmers
Maruschka Detmers, född 1962 i Schoonebeek i Nederländerna, är en nederländska skådespelare. Hon har bland annat medverkat i filmerna The Last Secret (1997), The Last Secret (1997) och Deux (1989). Hennes första filmroll var Le faucon (1983).

## Filmografi
- Robert Zimmermann wundert sich über die Liebe (2008)
- Te Quiero (2001)
- Comme des rois (1997)
- The Last Secret (1997)
- Still Waters Run Deep (1996)
- Mefie-toi de l'eau qui dort (1996)
- Elles n'oublient pas (1994)
- Shooter (1994)
- The Last Secret (1997)
- Mellan himmel och helvete (1991)
- Deux (1989)
- Comédie d'été (1989)
- Hannas krig (1988)
- Il diavolo in corpo (1986)
- La vengance du cerpant à plumes (1984)
- La pirate (1984)
- Förnamn Carmen (1983)
- Le faucon (1983)